# Burguillos (Sevilla)
Burguillos és una localitat de la província de Sevilla, Andalusia, Espanya. L'any 2005 tenia 4.142 habitants. La seva extensió superficial és de 42 km² i té una densitat de 98,6 hab/km².
| 1996  | 1998  | 1999  | 2000  | 2001  | 2002  | 2003  | 2004  | 2005  | 2006  |
| ----- | ----- | ----- | ----- | ----- | ----- | ----- | ----- | ----- | ----- |
| 3.451 | 3.485 | 3.498 | 3.514 | 3.603 | 3.680 | 3.737 | 3.945 | 4.142 | 4.970 |

| Legislatura | Nom                  | Grup |
| ----------- | -------------------- | ---- |
| 1979-1983   | {}                   | {}   |
| 1983-1987   | {}                   | {}   |
| 1987-1991   | {}                   | {}   |
| 1991-1995   | {}                   | {}   |
| 1995-1999   | José Cuesta Godoy    | PA   |
| 1999-2003   | José Juan López      | PSOE |
| 2003-2007   | José Juan López      | PSOE |
| 2007-2011   | José Juan López      | PSOE |
| 2011-2015   | Domingo Delgado Pino | PP   |